# Jayat

Jayat este o comună în departamentul Ain din estul Franței.